# 芦芳生
芦芳生（1978年11月5日—），男，上海人，中国影视演员。毕业于北京电影学院表演系。2011年获得大剧盛典最佳男配角奖。